# You might need somebody (canción de Shola Ama)
«You might need somebody» es una canción de Shola Ama publicada como la pista número tres de su primer álbum Much love en abril del 1997 y que sirvió como tercer sencillo de presentación de su primer álbum.
Originalmente la canción fue escrita por Tom Snow y Nan O'Byrne y cantada por Turley Richard en su álbum Therfu en el año 1980 aunque también fue publicada en el álbum de Randy Crawford Secret Combination en el año 1981.
Alcanzó el número 3 en la clasificación de UK, y permaneció en el top 40 durante casi dos meses siendo el mayor éxito de 1997. De tal forma que tuvo una nominación a Mejor Sencillo en los premios MOBO Awards.

## Publicación en soporte físico

### You might need somebody(CD sencillo)
1. You might need somebody
Detalles del producto
- Audio CD (1 Mar 1997)
- Número de discos: 1
- Formato: Sencillo
- Sello discográfico: WEA
- ASIN: B000007X53

### You might need somebody(sencillo envinilode12")
1. You might need somebody
Detalles del producto
- Vinilo (23 de mayo de 1997)
- Número de discos: 1
- Formato: Sencillo
- Sello discográfico: Warner Music
- ASIN: B000056YIX

### You might need somebody(remixes en vinilo)
Detalles del producto
- Vinilo
- Sello discográfico: WEA
- ASIN: B0042XHOAA

### You might need somebody (Mousse T.'s Mellow Dub Mix, 1997) (sencillo en vinilo)
1. You Might Need Somebody [Di Classic Radio Mix]
2. You Might Need Somebody [Di Classic Radio Mix with Rap]
3. You Might Need Somebody [C&J's Classic Lovers Mix]
4. You Might Need Somebody [Ill-In-Ton's Club Mix]
Detalles del producto:
- Vinilo
- Número de discos: 1
- Formato: Sencillo
- Sello discográfico: Wea
- ASIN: B00005BKJ5

### You might need somebody (Mousse T.'s Mellow Dub Mix, 1997) (sencillo encasete)
1. You Might Need Somebody [Di Classic Radio Mix]
2. You Might Need Somebody [Di Classic Radio Mix with Rap]
3. You Might Need Somebody [C&J's Classic Lovers Mix]
4. You Might Need Somebody [Ill-In-Ton's Club Mix]
Detalles del producto:
- Casete
- Número de discos: 1
- Formato: Sencillo
- Sello discográfico: Wea
- ASIN: B00005BKJ5

### You might need somebody (Mousse T.'s Mellow Dub Mix, 1998) (sencillo en CD)
1. You Might Need Somebody [Di Classic Radio Mix]
2. You Might Need Somebody [Di Classic Radio Mix with Rap]
3. You Might Need Somebody [C&J's Classic Lovers Mix]
4. You Might Need Somebody [Ill-In-Ton's Club Mix]
Detalles del producto:
- CD Audio (28 jun 1998)
- Número de discos: 1
- Formato: Sencillo
- Sello discográfico: Warner Bros/Wea
- ASIN: B00005BKJ5

## Clasificación
Primera aparición en la lista (en la posición): 19/04/1997 (7)

Última vez visto (en la posición): 19/07/1997 (73)

Duración en la lista: 14 semanas

Posición más alta alcanzada: 4

| Semana     | Posición |
| ---------- | -------- |
| 19/04/1997 | 7        |
| 26/04/1997 | 7        |
| 03/05/1997 | ↑6       |
| 10/05/1997 | ↓7       |
| 17/05/1997 | ↑4       |
| 24/05/1997 | ↓7       |
| 31/05/1997 | 7        |
| 07/06/1997 | ↓12      |
| 14/06/1997 | ↓23      |
| 21/06/1997 | ↓27      |
| 28/06/1997 | ↓33      |
| 05/07/1997 | ↓50      |
| 12/07/1997 | ↓63      |
| 19/07/1997 | ↓73      |

## Otras versiones
- You might need somebody aparece en el álbum Ordinary Average Guy de Joe Walsh 1991